# Средње (Марибор)
Средње (словен. Srednje) је насељено место у општини Марибор, Подравска регија, Словенија.

## Историја
До територијалне реорганизације у Словенији било је у саставу старе општине Марибор.

## Становништво
У попису становништва из 2011. године, Средње је имало 172 становника.
| Број становника према пописима | Број становника према пописима | Број становника према пописима |
| ------------------------------ | ------------------------------ | ------------------------------ |
| 1991                           | 2002                           | 2011                           |
| 114                            | 145                            | 172                            |